# Staatsmijn Hendrik
De Staatsmijn Hendrik was een Nederlandse kolenmijn in het Zuid-Limburgs steenkoolbekken die tussen 1915 en 1963 hoofdzakelijk gasrijk vetkool produceerde, dat bewerkt werd tot cokes voor industrieel gebruik. Gedurende haar bestaan werd ruim 61 miljoen ton steenkool naar boven gebracht. De staatsmijn stond in de Brunssumse wijk Rumpen en werd getroffen door een aantal mijnrampen.
De mijn beschikte over vier schachten; schacht I, II en IV bevonden zich op het mijnterrein. Daarbij was schacht IV de diepste schacht van Nederland. Schacht III bevond zich op enkele kilometers afstand in zuidoostelijke richting, in de bossen van de Brunssummerheide. Deze schacht, gelegen op grondgebied van de toenmalige gemeente Nieuwenhagen, diende enkel voor ventilatie en stond ter plaatse bekend als 'de luchtschacht'.
Verder werden acht ondergrondse verdiepingen aangelegd. Deze bevonden zich respectievelijk op 272, 316, 401, 537, 636, 730, 855 en 1008 meter onder de oppervlakte.

## Geschiedenis

### Ontstaan
De mijn was oorspronkelijk gepland in de gemeente Schinnen, met name in het gebied tussen de Moutheuvel en Hommert, maar werd uiteindelijk gerealiseerd in Brunssum-Zuid. In 1915 werd begonnen met de aanleg, in 1918 kwamen de eerste kolen boven. De gewonnen steenkool bestond voor het grootste gedeelte uit vetkool, de rest was esskool. De kolen werden via het Mijnspoor Staatsmijn Maurits - Staatsmijn Hendrik afgevoerd naar de cokesfabrieken bij Staatsmijn Maurits. Ook ging de steenkool via deze spoorverbinding naar de havens aan het Julianakanaal. Vlak voor de Tweede Wereldoorlog werd een aanvang gemaakt met de aanleg van de 730 en 855 meterverdiepingen, maar pas halverwege de jaren vijftig werden de uitbreidingswerkzaamheden hervat. Het afdiepen van de nieuwe vierde schacht verliep voorspoedig, eind 1956 reikte schacht IV al tot 1000 meter. In 1959 volgde de ingebruikname van de 855 meterverdieping, die bedoeld was om de vetkool noordelijk van de Feldbissbreuk te ontginnen. Er waren nog verdere uitbreidingen gepland, zoals de aanleg van een volgende verdieping op 1008 meter. In 1959 was schacht IV nog niet in productie, maar bereikte al wel haar einddiepte van 1058 meter, waarmee de schacht de diepste mijnschacht van Nederland was.
In 1963 werd de staatsmijn Hendrik geïntegreerd met de in het nabije Treebeek gelegen staatsmijn Emma, waarmee ze om veiligheidsredenen sinds 1956 ondergronds verbonden was. Na de fusie gingen de beide mijnen verder onder de naam Staatsmijn Emma-Hendrik.

### Mijnberg
Met de ontginning van de steenkolenlagen ontstond er onbruikbaar steenafval afkomstig uit de steengangen en de wasserij die men via het mijnspoor naar de gezamenlijke Steenberg Emma-Hendrik transporteerde. Op de steenstort Mauritsberg van de Staatsmijn Maurits na, was de steenberg Emma-Hendrik de grootste in Nederlands Zuid-Limburg.

### Na de sluiting
In 1967 nam de NAVO er haar intrek en werd het terrein in gebruik genomen als het hoofdkwartier van de centrale strijdkrachten in Europa (destijds AFCENT, later AFNORTH, nu JFC HQ Brunssum). Daarnaast herbergt het terrein de radiostudio's van Canadian Forces Network (CFN), waarvan de antennes tot de sloop eind jaren tachtig stonden opgesteld op de betonnen schachtbok van schacht IV.

## Rampen

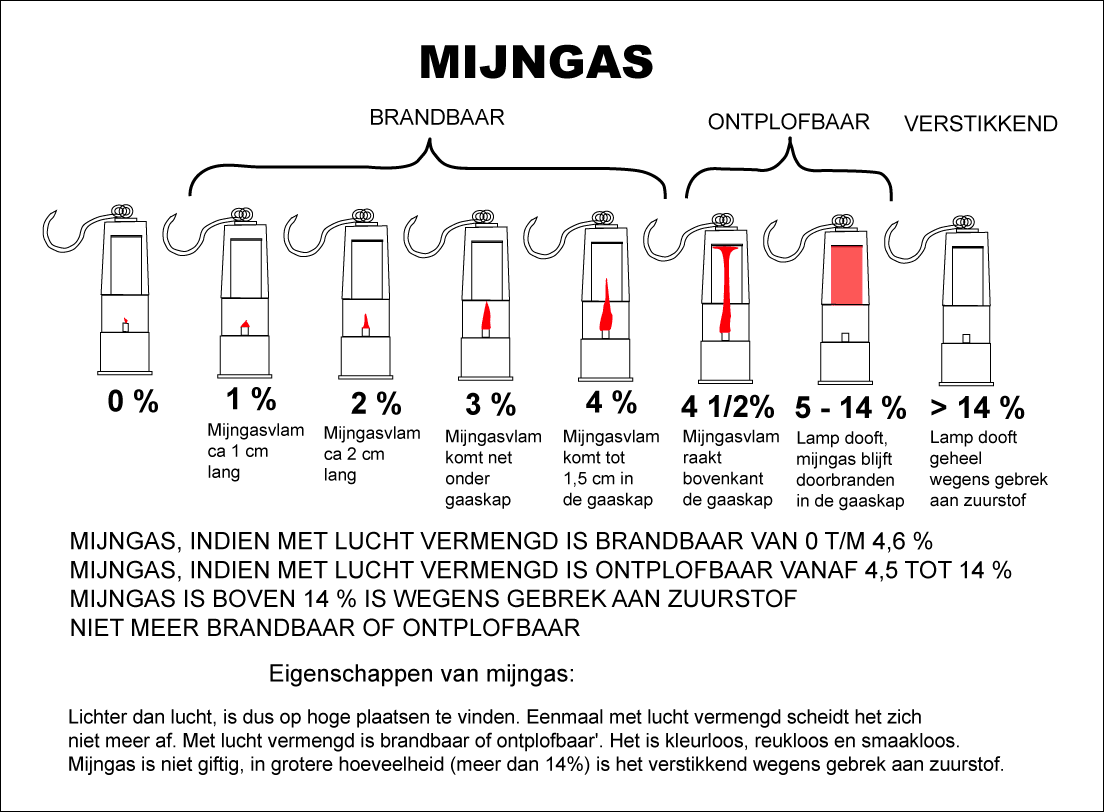
Veiligheidslamp bij verschillende concentraties van mijngas

In de staatsmijn Hendrik vonden de meeste mijnrampen plaats van alle mijnen in Nederland.

### 1928
Op 13 juli 1928 vond er een ontploffing van mijngas plaats waarbij dertien mijnwerkers om het leven kwamen. Het onderzoek naar deze ramp heeft veel kritiek gekregen, zowel in de Tweede Kamer als in de media. De voornaamste kritiek richtte zich op het gebrek aan onafhankelijkheid door de inmenging van de directie van de mijn en het gebrek aan leiding door het Staatstoezicht op de Mijnen. De conclusie van het officiële rapport was dat het toezicht ernstig tekort was geschoten door het niet opmerken van een defect aan de luchtafvoer. Dit leidde tot een gevaarlijke concentratie van mijngas, die door het gebruik van een mijnlamp de zgn. davylamp tot ontploffing gekomen is. Een davylamp is een soort benzinelamp die gebruikt wordt om gevaarlijke gassen, welke in kolenmijnen kunnen voorkomen, op te sporen. Bij aanwezig mijngas zal dit in de lamp binnen de gaaskap gaan branden. Door de lengte van de lichtblauw brandende mijngaskegel, is het mijngaspercentage vast te stellen. Bij juist gebruik van een benzinelamp zonder defecten is dit verder ongevaarlijk; door de constructie van de lamp kan aanwezig mijngas buiten de lamp niet ontstoken worden. Volgens de voorschriften dient voor de meting het vlammetje in de veiligheidslamp zo klein mogelijk te worden gedraaid. De betrokken mijnwerker negeerde dit voorschrift. Waarschijnlijk doordat hij een abrupte beweging maakte, zoals een sprong ergens vanaf, is de vlam in de lamp door de gaaskap geslagen. Het gevolg was dat het mijngas explodeerde waardoor er grote instortingen plaatsvonden. Onderzoek wees later uit dat er in de betreffende mijngang een zeer hoge concentratie van minstens 5% mijngas aanwezig was. Daar het ongeluk plaatsvond op vrijdag de dertiende, en er ook dertien slachtoffers vielen, was dit volgens sommigen het werk van de duivel. Later werd de bovengenoemde oorzaak beschreven.

### 1947
Op 24 maart 1947 vond er een tweede ramp plaats in de mijn, de grootste naoorlogse mijnramp van Nederland. In een afvoergalerij op de 636 meterverdieping was door omstandigheden de luchtdruk veel te hoog, waardoor er in de betreffende afdeling een zeer sterke luchtstroming ontstond. Later die week zou een speciale onderhoudsploeg van de ventilatiedienst dit euvel gaan verhelpen. Ten gevolge van een slippende rubbertransportband in de galerij raakte de aandrijfrol van de bandmachine oververhit en ontstond er brand. Door de sterke luchtstroom kon het vuur razendsnel om zich heen grijpen. Toen de brand door de daar werkzame ploeg mijnwerkers werd ontdekt, stonden band en houten bekleding van de galerij al in lichterlaaie. De ploeg, die onder leiding stond van een opzichter, deed haar uiterste best om het vuur te bestrijden. Ondanks verwoede pogingen lukte het niet de brand te blussen. De opzichter besloot daarom de hulp van een andere ploeg, die zo'n 300 meter verderop aan het werk was, in te roepen. Ook met meer mankracht lukte het niet om de brand onder controle te krijgen. Alle bluspogingen faalden. De stutten in de galerij, daar en toen nog van hout, hadden vlam gevat waardoor er na verloop van tijd instortingen plaatsvonden. Door de brand en de instortingen kwamen er wederom dertien kompels om het leven. De berging verliep moeizaam, pas na weken kon men de laatste slachtoffers bereiken.
Op 18 september 2010 werd bij de voormalige hoofdingang een herdenkingsmonument onthuld ter herinnering aan alle 178 slachtoffers die in de mijn verongelukten: het Herdenkingsmonument Verongelukte Mijnwerkers.